# Валкенсвард
Валкенсвард (nl. Valkenswaard) — община в нидерландской провинции Северный Брабант. В настоящее время муниципалитет был создан в 1934 году в результате слияния двух бывших муниципалитетов — Valkenswaard, Dommelen, и Borkel и Schaft. Валкенсвард был хорошо известным в XIX и XX веках, большим количество табачных фабрик. Самые известные сигареты марки — Willem II и Hofnar. Туризм является важным источником дохода, но Валкенсвард имеет особое значение в качестве транспортного узла для пассажиров в Эйндховен или Бельгию.

## История
Название «Валкенсвард» впервые было упомянуто ещё в архивах в 1702 года, когда оно писалось с «дт» на конце слова. В этот период Валкенсвард был известен под именем Weerd. Хотя в архивах периода с 1600 по 1700 года, он был также упомянут как Verckensweerde. В то время Валкенсвард являлся наиболее важным в регионе поселением. Название Weerd впервые упомянуто в архивах от 1446 года. Название Валкенсвард на протяжении 400 лет изменилось от «Wedert» к «Weerd» к «Валкенсвард». Здесь был основан монастырь Эхтернах и земли вокруг были отданы в его распоряжение. В отличие от остальных муниципалитетов, которые подчинялись напрямую герцогу Брабанта — Валкенсвард подчинялся аббатству Эхтернах. Изначально селение формировалось из нескольких небольших карьеров в XII веке, каменоломней и водяных мельниц. В XIII и XIV веке вокруг этой промышленности вырастают разного рода деревни. Первыми крупными известными землевладельцами были господа van Herlaer, которые, предположительно, с начала XIII века наладили товарооборот с другими городами. Van Herlaer сыграли важную роль между герцогом Брабантским и графом Gelre, которые имели какие-то претензии, на территории в нынешней провинции Северный Брабант. Валкенсвард славился разведением сапсанов, которых активно использовали на охоте. В XIX веке промышленники обучили фермеров выращиванию табака. Существовала практика обработки сырья на дому, а не в фабричных условиях, особенно в зимний период. Многие мелкие фабрики, которыми славился Валкенсвард, во времена Второй мировой войны, не сохранилось. В начале операции «Маркет Гарден», 17 сентября 1944 года, они попали под артиллерийский обстрел наступающих британских войск. Только две крупных фабрик остались ещё на несколько десятилетий в рабочем состоянии.

## Спорт и досуг
- Бадминтон представлен клубом B.C.V
- Хоккей. Валкенсвард имеет один хоккейный клуб HOD (Hockey Ons Devies).
- Регби представлен клубом V.R.C.(Valkenswaardse Rugby Club)
- Футбол особо популярен в Валкенсварде, как и в Нидерландах в целом. В городе имеется 4 футбольных, De Valk, SV Valkenswaard, RKVV Dommelen, VV BES.
- Баскетбол Валкенсвард имеет местный баскетбольный клуб B.B.C. Valkenswaard
- Волейбол представлен командой Bravo’99. Также здесь играют матчи команды Koolakkers в Westerhoven.
- Плавание. Валкенсвард имеет два плавательных клуба VZ&PC Tempo и de Watervrienden. Эти клубы имеют свои ассоциации и проводят различного рода мероприятия.
- Ралли-кросс + мотокросс. Ралли и мотокросс имеет весомую репутацию и популярность, как стране, так и за рубежом. В частности — это ралли-кросс — Eurocircuit.[4]

## Известные личности
- Stephanus Kuijpers (1899—1986), первый епископ Парамарибо
- Bouke Beumer (1934), Нидерландский политик
- Romé Fasol (1937), Нидерландский бургомистр (мэр)
- Pieter van Geel (1951), Нидерландский политик, лидер фракции
- Jan Wouters (1960), футболист, футбольный тренер
- Jan Tops (1961), Нидерландский жокей
- Irene van de Laar (1968), Нидерландская телеведущая
- Dominique van Hulst (1981), Нидерландская певица (псевдоним Do)
- Peter van den Hurk (Soerendonk, 1983), Нидерландский диджей
- Lidewij Welten (1990), Нидерландская хоккеистка на траве, олимпийская чемпионка 2008, 2012 гг
- Danielle van de Donk (1991), Нидерландская футболистка, чемпионка европы 2017 г

## Галерея

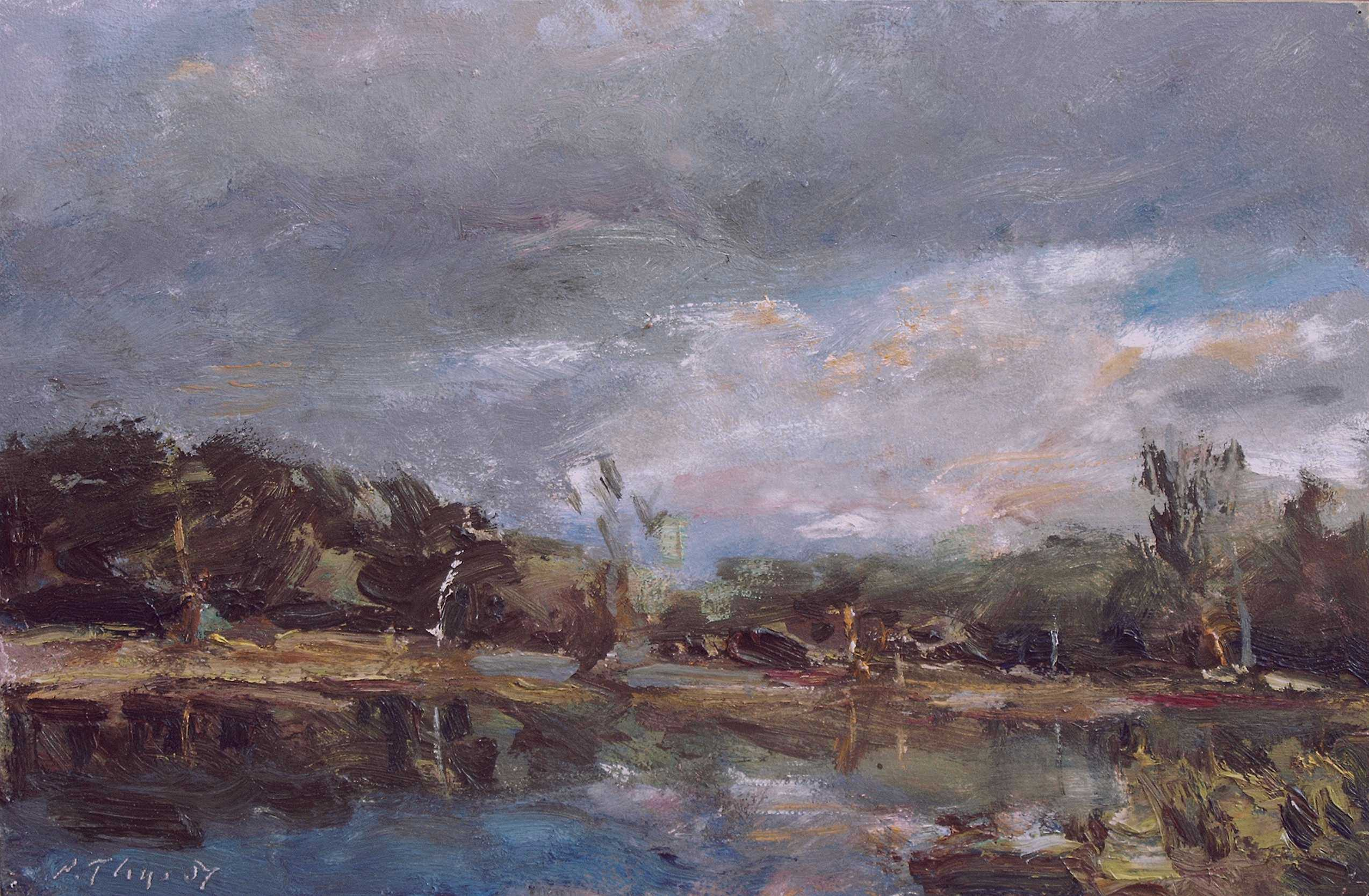
картина "Валкенсвард" автор Peterthijs
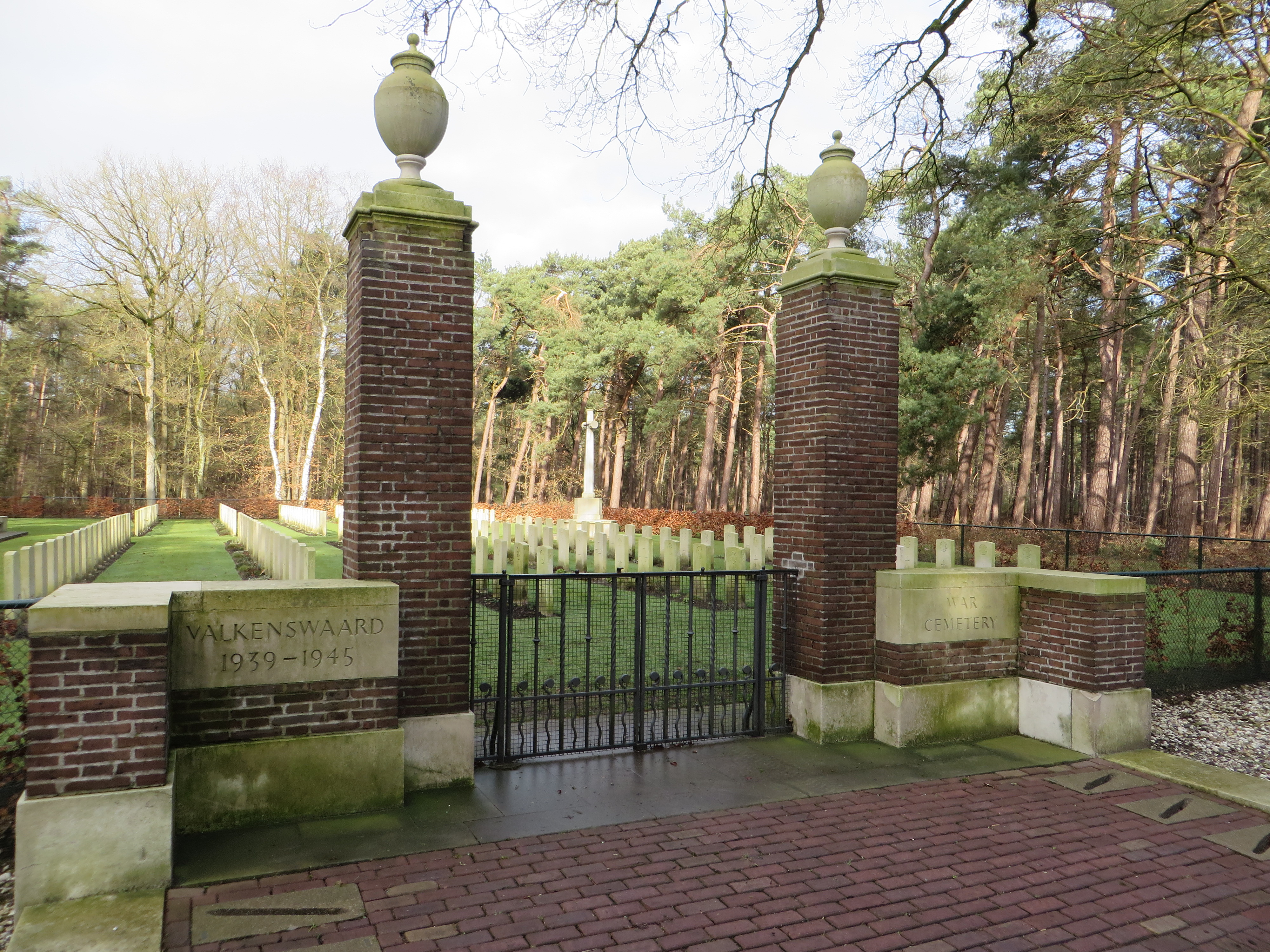
Мемориальное кладбище жертв II Мировой войны
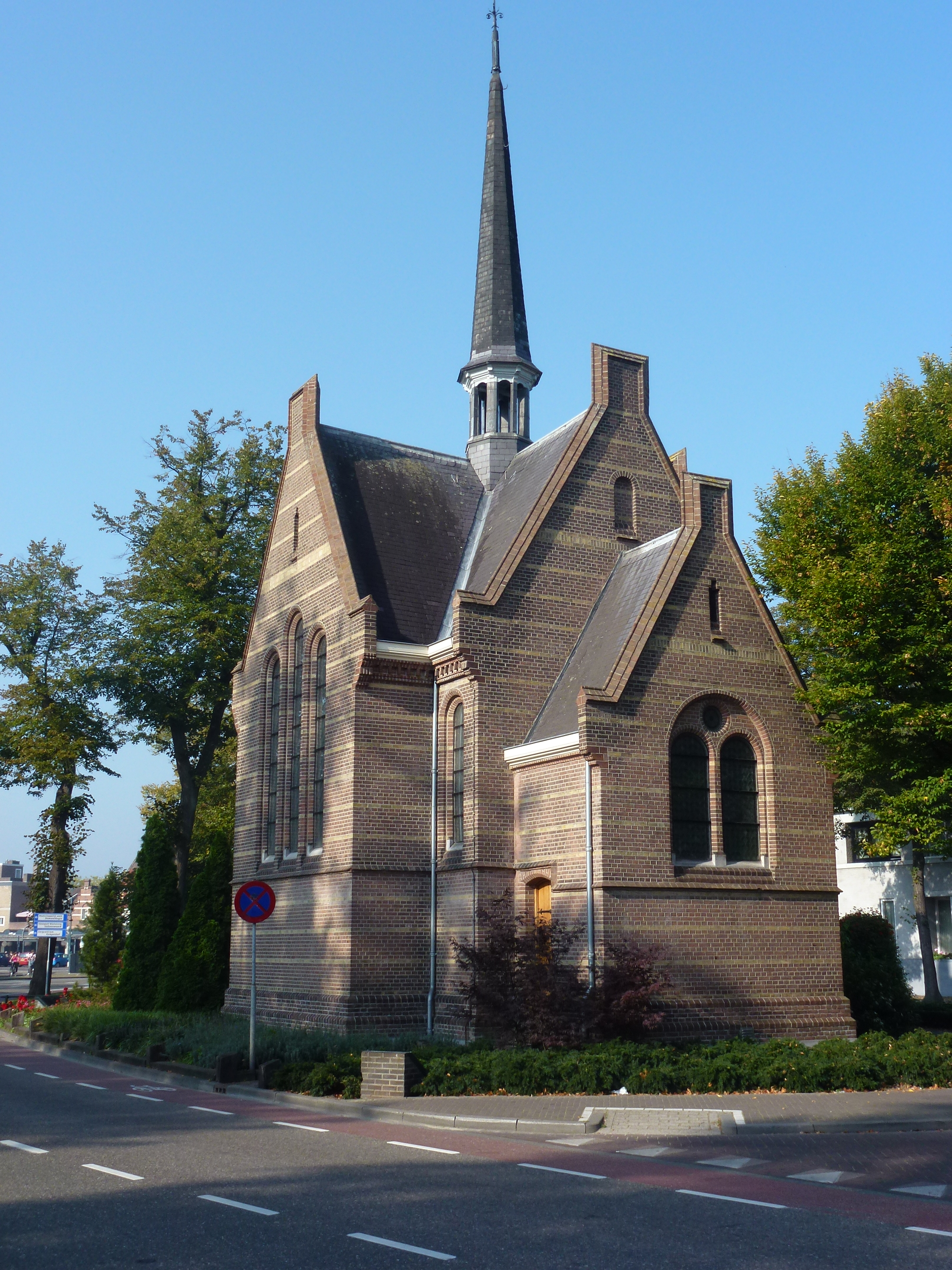
Кирха Валкенсвард
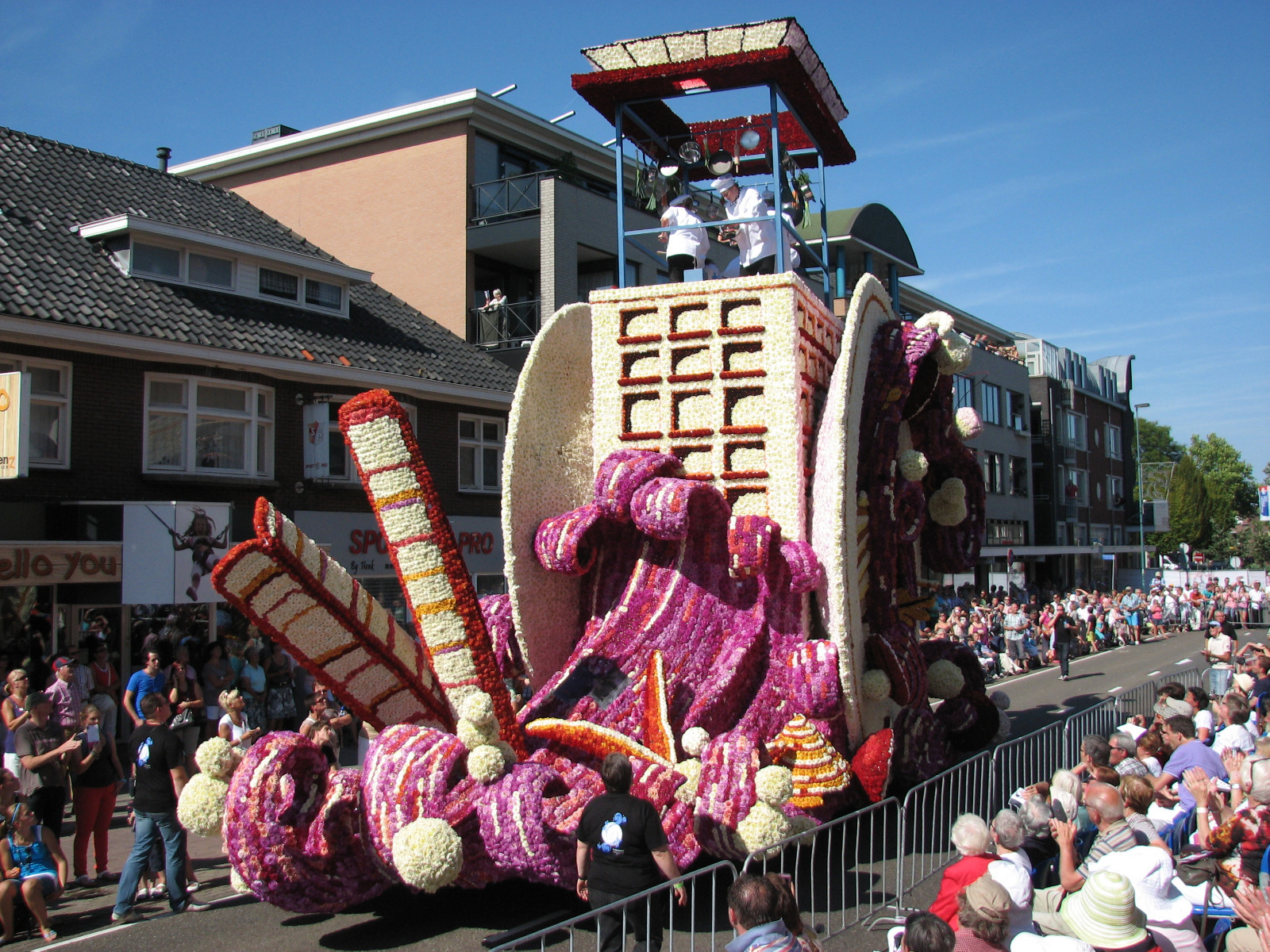
Corso Valkenswaard-ежегодный парад в честь освобождения от фашистских захватчиков

## Города-партнёры
- - Тинен, Бельгия;
- - Салватерра-ди-Магуш